# كزافييه فرنانديز
كزافييه فرنانديز (بالإسبانية: Xavier Annunziata) (31 أغسطس 1987 سانتا كروث دي تينيريفه إسبانيا - ) هو لاعب كرة قدم إسباني.

## روابط خارجية
- كزافييه فرنانديز على موقع Soccerway.com (الإنجليزية)
- كزافييه فرنانديز على موقع AS.com (الإسبانية)